# Marco Marcucci
Marco Marcucci (Viareggio, 16 giugno 1949) è un politico italiano.
Dal 1990 al 1992 è stato Presidente della Regione Toscana, mentre dal 1998 al 2008 sindaco di Viareggio.

## Biografia
Dopo la maturità magistrale si iscrive al Partito Comunista Italiano. Nel 1983 fu assessore all'ambiente per la regione Toscana, di cui nel 1990 fu eletto presidente. Nel 1991 aderì al Partito Democratico della Sinistra. Marcucci, esponente del PCI-PDS negli anni novanta, ha ricoperto la carica, in quegli anni sia di assessore regionale all'ambiente che di presidente della Regione Toscana.
Il 26 ottobre 1992, a Firenze, Marcucci, al tempo dei fatti assessore regionale all'ambiente e in quella data presidente regionale, viene arrestato e tradotto al carcere di Sollicciano per lo scandalo della diga del Bilancino. Venne sostituito nell'incarico di Presidente regionale da Vannino Chiti. Da questa accusa venne definitivamente prosciolto in terzo grado di giudizio nel 1999 perché il fatto non sussiste.
Successivamente è nominato presidente dell'Istituto regionale per la programmazione economica della Toscana e collabora anche con l'Ufficio studi del CEIS di Lucca, occupandosi in particolare di progetti formativi per il superamento delle tossicodipendenze.
Nel 1998, a capo di una coalizione di centrosinistra, fu eletto sindaco di Viareggio. Nel 2003 viene riconfermato sindaco, ma senza l'appoggio di Rifondazione Comunista. Termina il mandato amministrativo nel 2008.